# Giugliano de Campania
Giugliano de Campania (del italiano: Giugliano in Campania) es un municipio italiano localizado en la ciudad metropolitana de Nápoles, región de Campania. Cuenta con 123.813 habitantes en 94,62 km², siendo la ciudad no capital de provincia más poblada de Italia. Forma parte del área metropolitana de Nápoles.
En su territorio se encuentran las ruinas de Liternum, antigua ciudad romana.

## Geografía
Situada en una llanura fértil, la población está prácticamente en su totalidad al nivel del mar, con una línea costera de unos 3 kilómetros. Posee un lago de origen volcánico.

## Historia
Según una tradición, la ciudad fue fundada por un grupo de colonos de Cumas, en 421 a. C., quien la llamó Lilianum ("Tierra de los lirios"). 
Después de retirarse de la vida política, Escipión el Africano se mudó a su casa en Liternum, cerca de Lago Patria, (fracción de Giugliano de Campania) donde murió en 183 a. C.
La ciudad siguió siendo un pequeño centro hasta 1207, cuando Cumas fue destruida por los napolitanos ya que se había convertido en una guarida de piratas y bandidos, y algunos de los ciudadanos de esa ciudad, incluyendo el clero y los capitulares de la catedral, se refugiaron en Giugliano. Los primeros documentos que citan un feudo en Giugliano datan de 1270. 
Fueron Señores de la ciudad, en orden, los Vulcano, Filomarino, Pignatelli, D'Aquino, Pinelli, Grillo y Colonna.

## Principales lugares de interés turístico
- Il Palazzo Pinelli, construido en 1545 por el arquitecto Giovanni Francesco di Palma. Tenía al lado una torre, que más tarde fue demolida.
- Iglesia de Santa Sofía (siglo XVII), diseñado por Domenico Fontana. Fue terminada en 1730-1745 por el arquitecto napolitano Domenico Antonio Vaccaro. También alberga la tumba de Giambattista Basile.
- Iglesia de la Annunziata, conocida desde el siglo XVI. Contiene varios lienzos de artistas como el napolitano Massimo Stanzione y Carlo Sellitto. Tiene una nave con ábside y crucero, el púlpito es de estilo Rococó, mientras que el resto del interior está decorado en estilo barroco. También son notables los grandes órganos de madera (finales siglo XVI), la Capilla de la Madonna della Pace y las Historias de la Virgen en el transepto izquierdo.
- Iglesia de Santa Ana. Del edificio original, que existe desde el siglo XIV, es la torre del campanario. Alberga pinturas de Fabrizio Santafede y Pietro Negroni.
- Iglesia de la Madonna delle Grazie, con un campanario del siglo XIV y un portal de siglo XVI. El interior tiene frescos de principios de siglo XVI.

## Galería

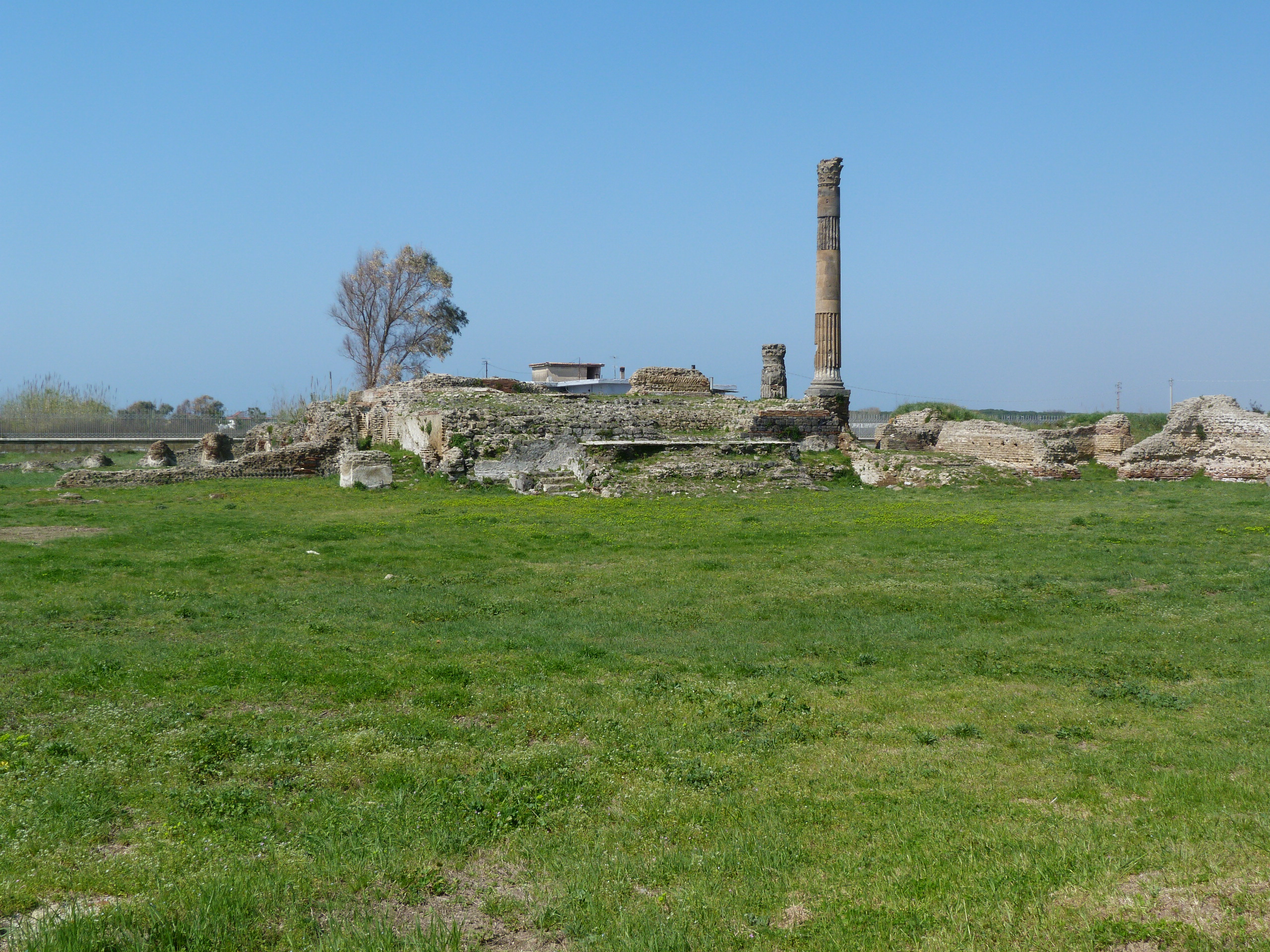
Ruinas del templo de Liternum.
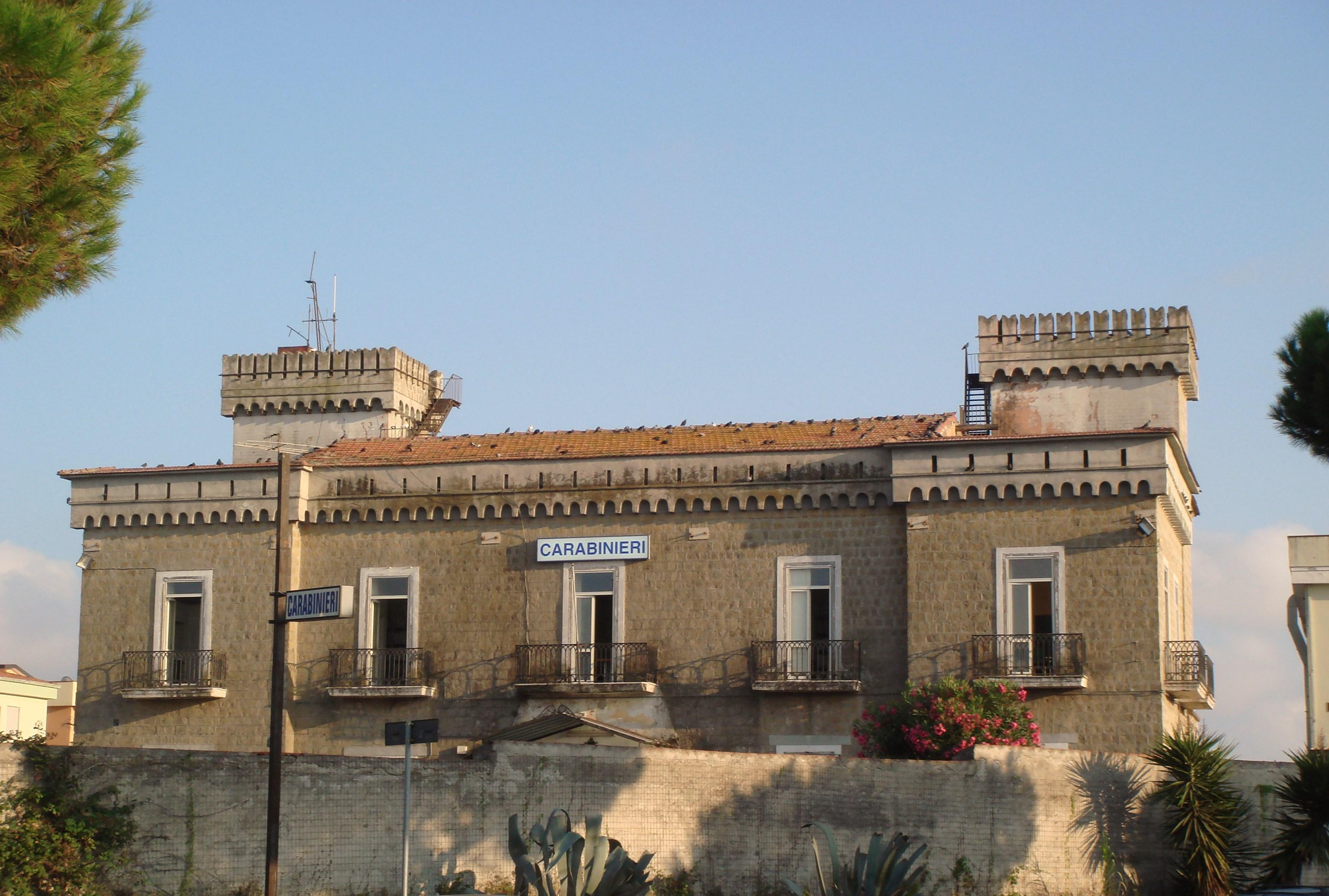
Villa De Blasio.
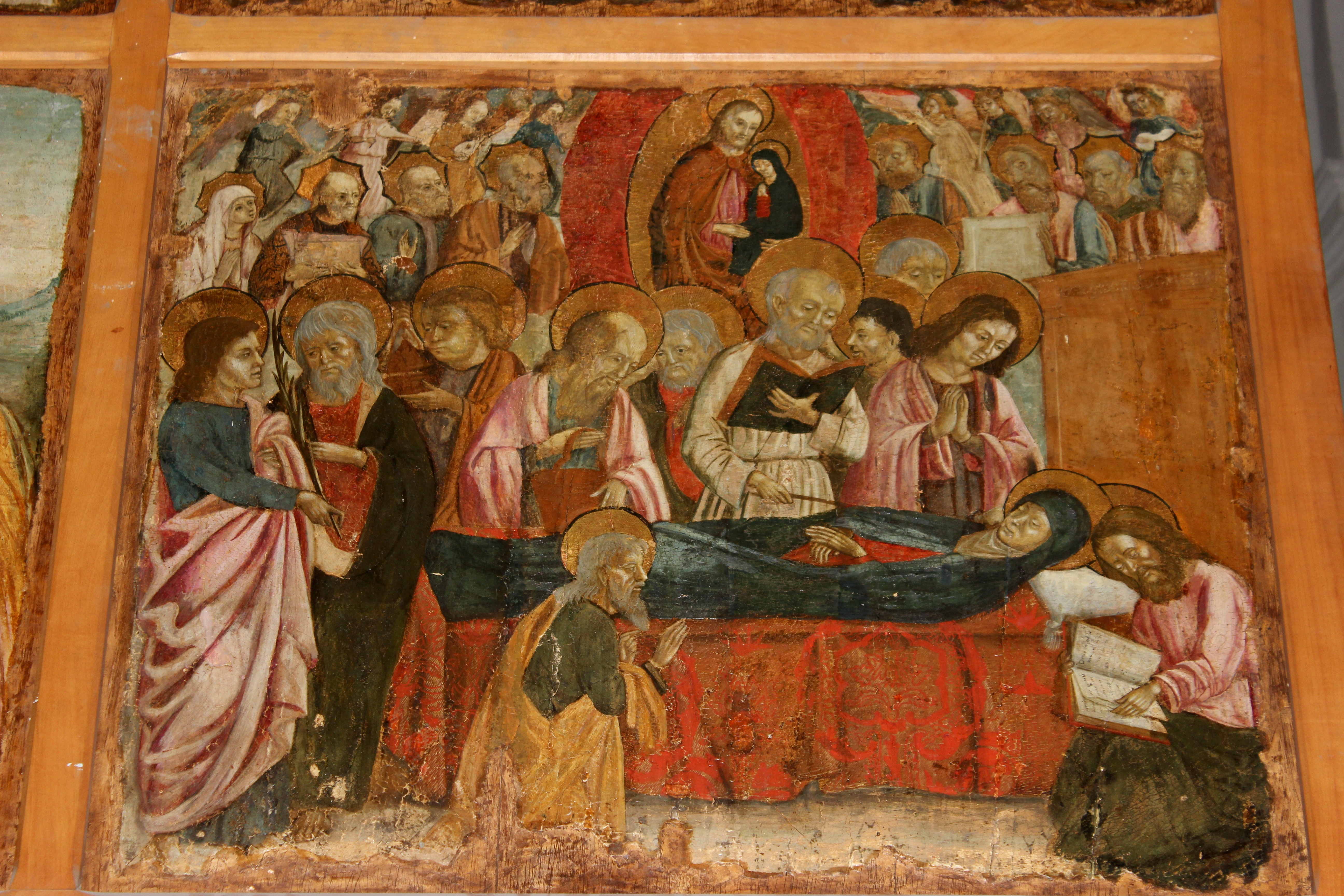
Dormitio Virginis en la Iglesia de la Anunciada.
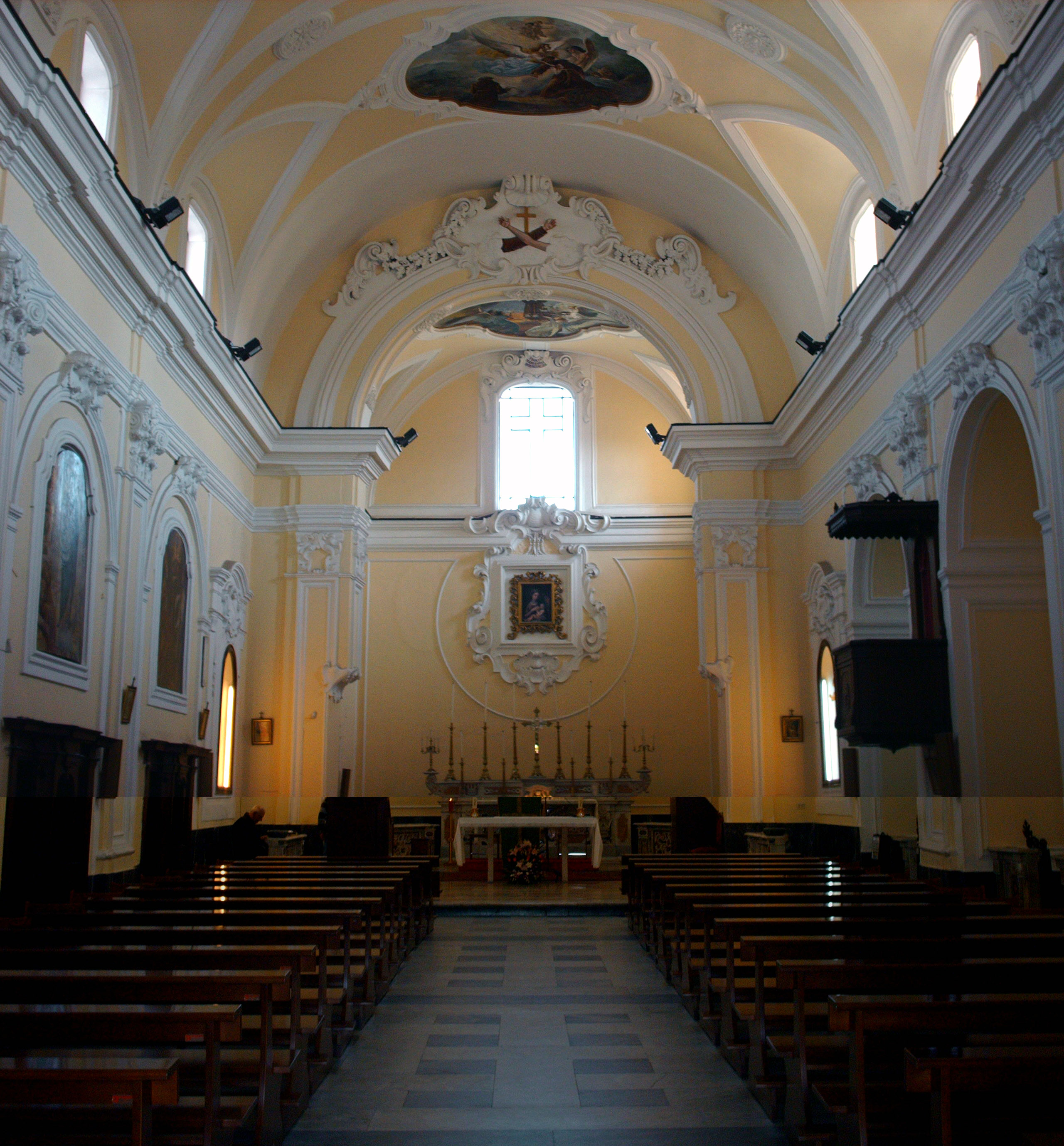
Interior de Santa María de las Gracias.
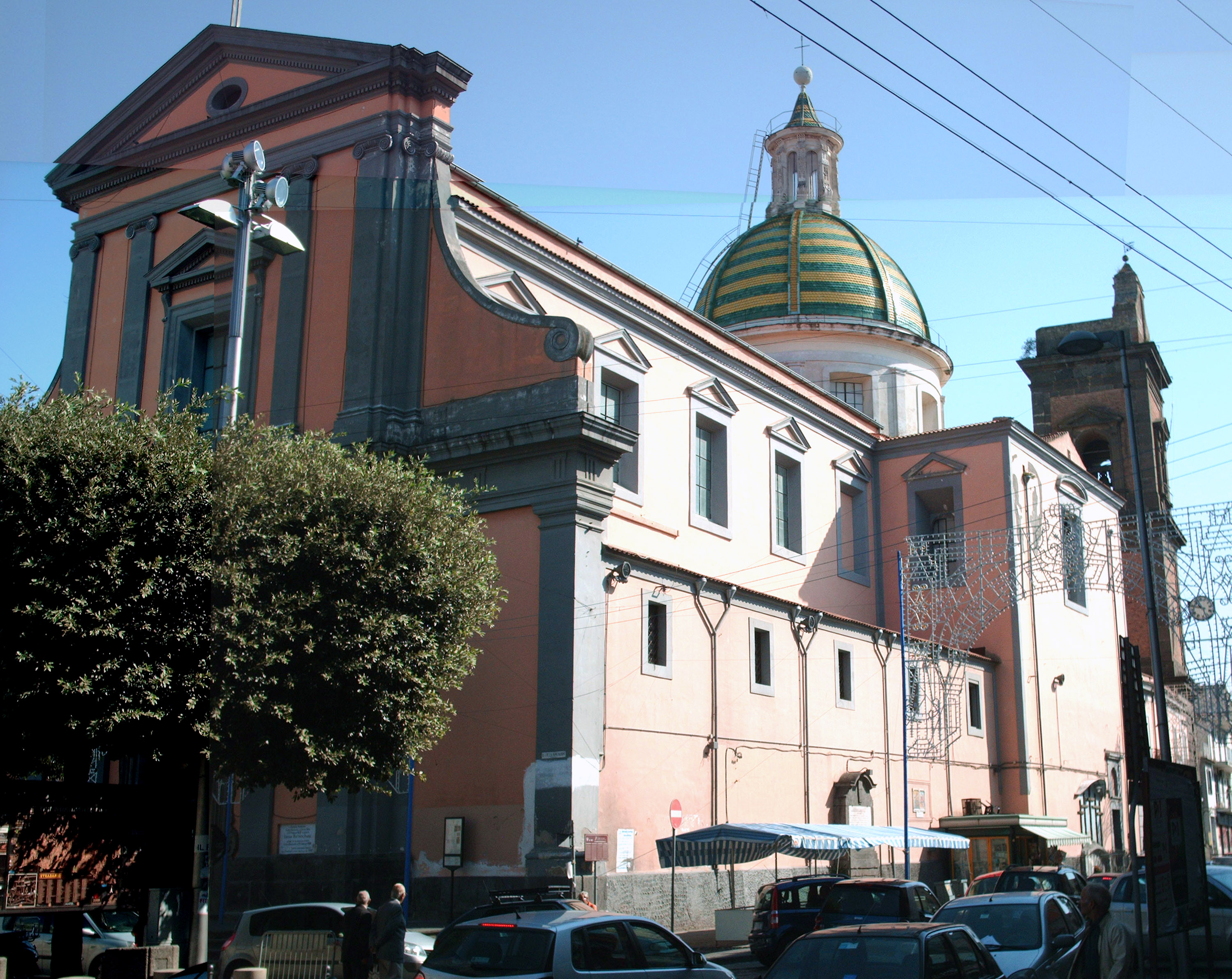
Iglesia de Santa Sofía.

## Personalidades
- Giambattista Basile, escritor
- Escipión el Africano, general romano
- Antonio Borzacchelli, político
- Aniello Palumbo, político
- Alberto Scialò, escritor y poeta
- Julio Starace, escultor
- Sebastiano Fabio Santoro, historiador
- Mario Pirozzi, aviador
- Rafael Condado, magistrado

## Demografía
| Gráfica de evolución demográfica de Giugliano de Campania entre 1861 y 2011 |
|                                                                             |
| Fuente ISTAT - elaboración gráfica de Wikipedia                             |